# 普羅夏內 (哈爾科夫區)

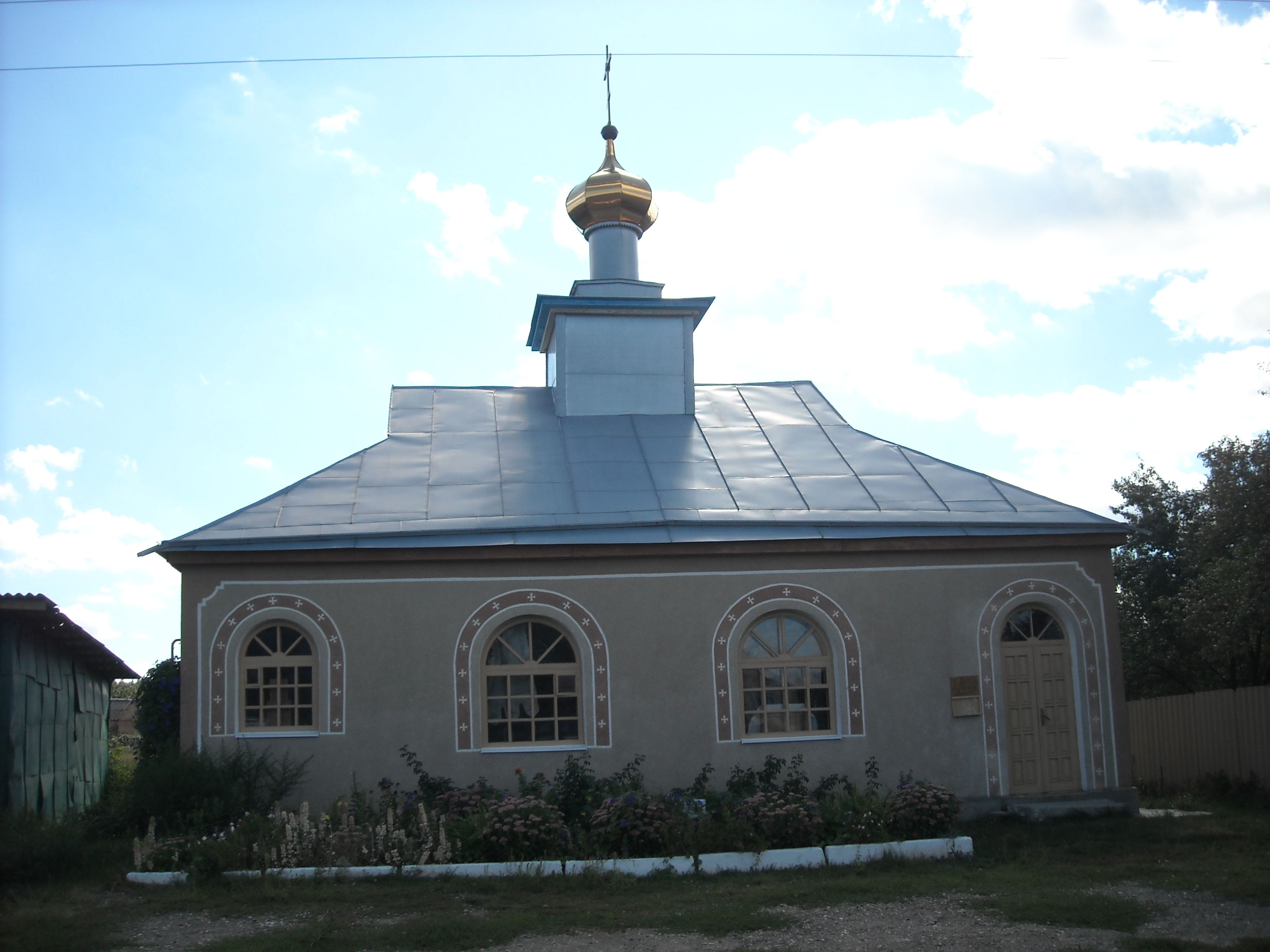
教堂

普羅夏內是位於烏克蘭東部的村莊，由哈爾科夫州哈爾科夫區的新沃多拉哈市鎮負責管轄。該村面積4.8平方公里，海拔高度183米，2001年人口1,353，人口密度每平方公里281.9人。